# Philipp Wirtgen

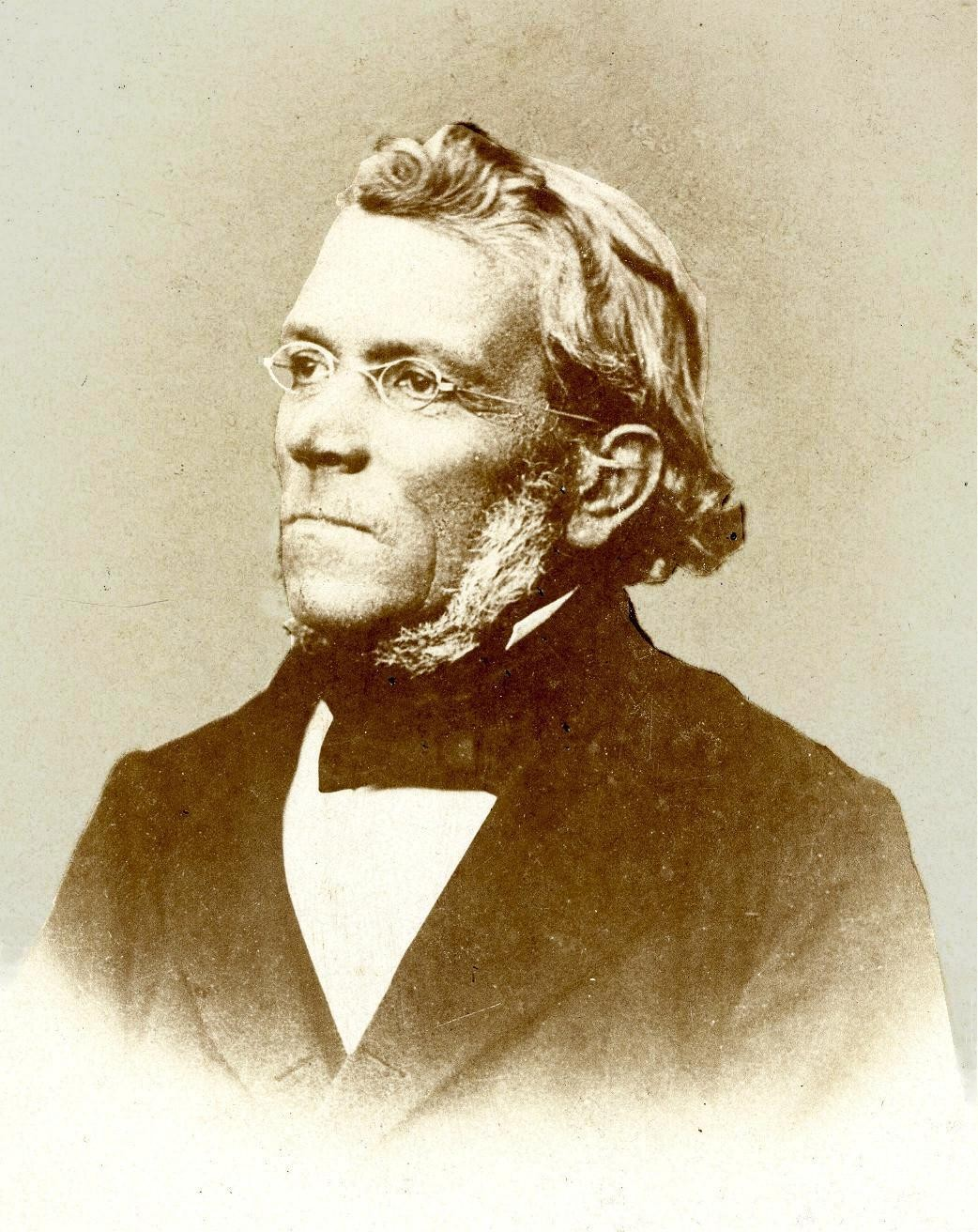
Philipp Wirtgen (ca. 1860).

Philipp Wilhelm Wirtgen (* 4. Dezember 1806 in Neuwied; † 7. September 1870 in Coblenz) war ein deutscher Schullehrer, Botaniker und Fossiliensammler. Sein offizielles botanisches Autorenkürzel lautet „Wirtg.“

## Leben und Wirken
Philipp Wirtgen war der Sohn eines Blechschlägers. Er besuchte die Elementarschule in Neuwied und sollte ebenfalls das Handwerk eines Tischlers erlernen. Der Gemeindepfarrer und Kirchenrat Johann Jacob Mess, der das Interesse des Jungen für die Natur erkannte, verschaffte dem Vierzehnjährigen eine Stelle als Hilfslehrer an der Elementarschule in Neuwied. 1824 bestand er das Examen als Lehrer und wurde zunächst an der Elementarschule in Remagen angestellt, wechselt aber noch im gleichen Jahr nach Winningen. Sieben Jahre später ging er nach Koblenz und wurde 1835 dort Lehrer an der neu errichteten evangelischen Höheren Stadtschule. Diese Stellung hatte er bis zu seinem Tod inne.
Obwohl schon älter wurde er Mitglied der Schülerverbindung Euterpia, zu der u. a. Karl Wilhelm Arnoldi, Julius Baedeker, Friedrich Wilhelm Raiffeisen und  Albrecht Schöler gehörten.
Wirtgen beschäftigte sich insbesondere mit Floristik, Pflanzengeographie und Bodenkunde des Rheinlands. Seine erste Veröffentlichung war eine Systematische Uebersicht der wildwachsenden phanerogamischen Pflanzen des Rheinthales von Bingen bis Bonn und erschien 1833 in Regensburg in der Allgemeinen Botanischen Zeitung. Er war mit Theodor Friedrich Ludwig Nees von Esenbeck befreundet und stand in Kontakt mit dem Paläontologen August Goldfuß; beide Männer versuchten, ihn für den Botanischen Garten Bonn zu gewinnen, was er jedoch ablehnte. 1833, im Garten des Koblenzer Garnisonslazaretts, lernte er Franz Wilhelm Junghuhn kennen, der wegen eines Duells in Haft genommen war und zu dieser Zeit aus gesundheitlichen Gründen einen Teil seiner Strafe hier absitzen musste. Er geriet in Verdacht, an der Flucht Junghuhns aus dem Lazarett beteiligt gewesen zu sein, was jedoch nicht der Wahrheit entspricht.
Zusammen mit Karl Wilhelm Arnoldi, Michael Bach, Nees von Esenbeck, Johann Carl Fuhlrott, Aimé Constant Fidèle Henry, Ludwig Clamor Marquart und anderen gründete Wirtgen 1834 den Botanischen Verein am Mittel- und Niederrhein und belebte dadurch maßgeblich die botanische Erforschung des Rheinlandes.
Am 1. Januar 1852 wurde Wirtgen mit dem akademischen Beinamen Erhart Mitglied (Matrikel-Nr. 1648) der Leopoldina. Er war Mitglied des Naturhistorischen Vereins der preussischen Rheinlande und Westphalens, der Gesellschaft Deutscher Naturforscher und Ärzte (Botanik), der Botanischen Gesellschaft Regensburg und der Société Royale de Botanique de Belgique. Auf Antrag von Ludolph Christian Treviranus und Johann Jacob Nöggerath verlieh ihm die Universität Bonn am 18. Januar 1853 die Ehrendoktorwürde.
Sein Sohn Ferdinand Paul Wirtgen (1848–1924) war ein Apotheker und bekannter Florist, der umfangreiche Sammlungen von Gefäßpflanzen und Moose hinterließ.
Seine Sammlungen finden sich u. a. im Herbarium der Herbarium der Rheinischen Friedrich-Wilhelms-Universität Bonn (NHV) und im Museum Wiesbaden (WIES), wo 1.175 Belege aus der Florae Rhenanae und Flora Germanica vorliegen.

## Ehrungen
Carl Heinrich Schultz benannte ihm zu Ehren die Gattung Wirtgenia der Pflanzenfamilie der Korbblütler (Asteraceae). Die von Justus Karl Haßkarl 1844 aufgestellte Gattung Wirtgenia, die er nach einem Vorschlag von Franz Wilhelm Junghuhn benannte, ist heute ein Synonym der Gattung Spondias der Pflanzenfamilie der Sumachgewächse (Anacardiaceae).
In Koblenz und in Köln-Riehl wurden Straßen nach Philipp Wirtgen benannt. Teile seiner Sammlung finden sich heute im Museum Wiesbaden.

## Schriften (Auswahl)
- Der botanische Verein am Mittel- und Niederrhein. In: Flora oder allgemeine botanische Zeitung, 21, 1841, S. 322–335 Digitalisat
- Leitfaden für den Unterricht in der Botanik in Gymnasien und höheren Bürgeschulen. T. Hölscher, Coblenz 1839
- Flora des Regierungsbezirks Coblenz. Hölscher, 1841; digitalisierte Fassung
- Prodromus der Flora der preussischen Rheinlande : erste Abtheilung, Phanerogamen... Henry & Cohen, Bonn 1842; digitalisierte Fassung
- Flora der preussischen Rheinprovinz und der zunächst angrenzenden Gebiete : ein Taschenbuch zum Bestimmen der vorkommenden Gefässpflanzen. Henry & Cohen, Bonn 1857
- Ueber die Vegetation der hohen und der vulkanischen Eifel. C. Georgi, Bonn 1865; digitalisierte Fassung
- Das Ahrthal. Natur, Geschichte, Sage. A. Henry, Bonn 1866
- Aus dem Hochwalde. R. Voigtländer, Kreuznach 1867
- Flora der preussischen Rheinlande : oder die Vegetation des rheinischen Schiefergebirges und des deutschen niederrheinischen Flachlandes. A. Henry, Bonn 1870
- Neuwied und seine Umgebung in beschreibender, geschichtlicher und naturhistorischer Darstellung. Heuser, Neuwied 1891; digitalisierte Fassung

## Nachweise

### Weiterführende Literatur
- G. Matzke-Hajek: Liste der wissenschaftlichen Schriften von Philipp Wirtgen (1806-1870). In: Decheniana. Band 156, 2003, S. 113–117
- G. Matzke-Hajek: Philipp Wirtgen (1806-1870), Taxonom und Pflanzengeograph. In: Decheniana. Band 158, 2005, S. 31–42